# John Frémont
John Charles Frémont (ur. 21 stycznia 1813, zm. 13 lipca 1890) – amerykański wojskowy (generał), podróżnik i odkrywca. Był pierwszym w historii USA kandydatem Partii Republikańskiej na urząd prezydenta i jednocześnie pierwszym kandydatem jednej z głównych partii występującym z pozycji przeciwnych niewolnictwu. W latach czterdziestych XIX wieku penny press nadała Frémontowi przydomek „Odkrywca” (ang. Pathfinder, także Great Pathfinder – „Wielki Odkrywca”), pod którym jest znany do dziś. W 1860 otrzymał Pour le Mérite za Naukę i Sztukę.

## Lata młodości
Frémont urodził się w Savannah w stanie Georgia. Nie ma pewnych danych co do jego pochodzenia. Zgodnie z genealogią rodziny Frémontów z roku 1902, jego matką była Anne Beverley Whiting, wpływowa dama z wirginijskich warstw wyższych, która wyszła za mąż za Louisa-René Frémonta, ubogiego Francuza, co miało nastąpić w Norfolk 14 maja 1807 roku. Louis-René Frémont był synem Jeana-Louisa Frémonta, kupca z Québecu, który z kolei był synem Charlesa-Louisa Frémonta z Saint Germain en Laye w pobliżu Paryża. Jednakże H. W. Brands, w swej biografii Andrew Jacksona pisze, że Frémont był dzieckiem Anny i Charlesa Fremon, a akcent nad „e” i „t” na końcu Frémont dodał już jako człowiek dorosły. Z kolei Andre Rolle w książce „John Charles Frémont: Character as Destiny” twierdzi, że Louis-René Frémont zmienił nazwisko na Charles Fremon lub Frémon po przybyciu do Wirginii, gdzie poznał i ożenił się z Anną. Wiele źródeł podaje, że John C. Frémont był nieślubnym dzieckiem i że zdobył życiową pozycję żeniąc się w roku 1841 z Jessie Benton, ukochaną córką wpływowego senatora z Missouri, Thomasa Harta Bentona (1782–1858).
Studiował nauki ścisłe w szkole wyższej w Charleston, ale został z niej relegowany w roku 1831 z powodu jakiejś przygody miłosnej, po czym (w 1833, dzięki poparciu Joela Poinsetta, przyszłego sekretarza wojny) otrzymał posadę nauczyciela matematyki na pokładzie slupa szkolnego USS „Natchez”, a w roku 1836 wziął udział w pracach pomiarowych projektowanej linii kolejowej Charleston-Cincinnati. W lipcu roku 1838 otrzymał awans na porucznika Korpusu Inżynieryjnego i zadanie poprowadzenia wyprawy mierniczej przez zachodnie obszary USA i nawet poza ich granice. W latach 1838–1839 pomagał Josephowi Nicolletowi badać kraj w widłach rzek Missisipi i Missouri, a w roku 1841, po przeszkoleniu przez Nicolleta, skartował bieg rzeki Des Moines.
Benton, przywódca Partii Demokratycznej w Senacie przez ponad 30 lat, przewodził ruchowi ekspansjonistycznemu, znanemu jako Koncepcja „Boskiego Przeznaczenia”. Ekspansjoniści uważali, że cały kontynent północnoamerykański, „od morza do morza” (ang. from Sea to shining Sea), powinien należeć do Stanów Zjednoczonych i że jego zajęcie jest przeznaczeniem obywateli USA. Ruch ten stał się „oczkiem w głowie” polityków w stylu Bentona i jego nowego zięcia. Benton przeforsował w Kongresie ustawę o zbadaniu szlaku oregońskiego (1842), Terytorium Oregonu (1844), Wielkiej Kotliny i pasm górskich aż po Kalifornię (1845). Wykorzystując swe wpływy Benton sprawił, że Frémont objął dowództwo ekspedycji.

## Wyprawy pierwsza i druga

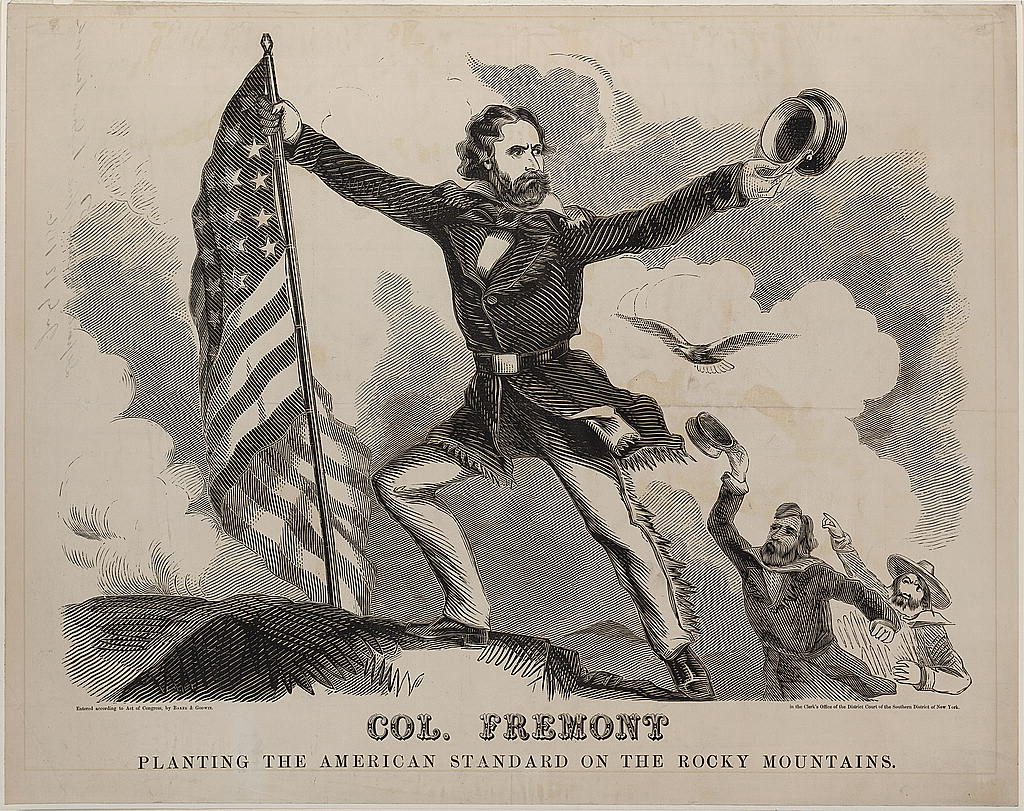
Frémont zdobywa Góry Skaliste

Latem 1842 roku Frémont zetknął się, na pokładzie bocznokołowca na Missouri w pobliżu Saint Louis z Christopherem ‘Kitem’ Carsonem. Frémont przygotowywał się właśnie do swej pierwszej ekspedycji na zachód i poszukiwał przewodnika, który poprowadziłby go do Przełęczy Południowej. Carson podjął się zadania, bowiem dobrze znał tereny, o jakie chodziło. Innym ważnym uczestnikiem ekspedycji (i dwóch dalszych) był Charles Preuss, kartograf z Niemiec. Trwająca 5 miesięcy wyprawa z udziałem 22 ludzi zakończyła się sukcesem, a raport Frémonta został opublikowany na koszt Kongresu. Raport ów miał, za kilka lat „ruszyć falę karawan wozów pełnych emigrantów” ku zachodowi.
W latach od 1842 do 1846 Frémont i jego przewodnik Carson poprowadzili drugą wyprawę wzdłuż szlaku oregońskiego i w głąb pasma Wind River, zdobywając jeden z jego najwyższych szczytów, nazwany wówczas Mount Frémont. W czasie tej wyprawy, jak się powszechnie uważa, Frémont był pierwszym białym, który dotarł do jeziora Tahoe. Uważa się go też za pierwszego, który uznał Wielką Kotlinę za endoreiczną, czyli nie posiadającą odpływu do morza. Oznaczył na mapach również wulkany, takie jak Mount St. Helens.

## Trzecia wyprawa
1 czerwca 1845 roku John Frémont na czele 55 ludzi wyruszył z St. Louis (z Carsonem jako przewodnikiem) na kolejną wyprawę. Pierwotnym zadaniem było „odnalezienie źródeł rzeki Arkansas” na wschodnich stokach Gór Skalistych. Ale po przybyciu do Arkansas, Frémont niespodziewanie dokonał gwałtownej zmiany kierunku i skierował grupę w kierunku Kalifornii. Po przybyciu na początku 1846 roku do Doliny Kalifornijskiej, okazało się, że zadaniem Frémonta było ocenienie sytuacji amerykańskich osadników pod rządami Meksykanów i wzbudzenie wśród nich patriotycznego entuzjazmu. Obiecał im więc, że gdyby wojna z Meksykiem stała się faktem, jego „siły militarne” znajdą się tam „dla ich ochrony”, czym sprowokował wybuch „Rebelii Niedźwiedziej Flagi” w kilka miesięcy później. Następnie ruszył na północ do Oregonu, gdzie rozbił obóz nad Jeziorem Klamath.
9 maja uczestników wyprawy zaatakowała grupa Indian Modoków; w odwet Frémont przeprowadził następnego dnia uderzenie na wioskę rybacką Klamatów u ujścia rzeki Williamson do jeziora Klamath, w wyniku czego wioska została spalona, a kobiety i dzieci zmasakrowane.
28 czerwca nad zatoką San Francisco ludzie Frémonta ujęli trzech Meksykanów: Jose Berreyesa oraz jego bratanków Ramona i Fransciso de Haro, 19-letnich synów Francisca de Haro, pierwszego alcalda San Francisco (wówczas zwanego jeszcze Yerba Buena). Carson zapytał, co ma z nimi zrobić, na co Frémont oświadczył, że „nie ma miejsca na jeńców”. Mężczyźni zostali zastrzeleni na miejscu przez Carsona. Egzekucja tych znanych i popularnych Californianos zachwiała polityczną karierą Frémonta i stanęła na drodze do ubiegania się o stanowisko pierwszego amerykańskiego gubernatora Kalifornii. Pisząc o tej egzekucji w pół wieku później, historyk Robert A. Thompsen zanotował: „Do dnia dzisiejszego Kalifornijczycy nie mogą mówić o tym bez emocji”.

## Wojna amerykańsko-meksykańska
W roku 1846 Frémont (w tym czasie już podpułkownik kawalerii), zgodnie z rozkazami komandora Stocktona, poprowadził oddział 300 ludzi z zadaniem zajęcia miejscowości Santa Barbara w czasie wojny amerykańsko-meksykańskiej. Frémont poprowadził swój oddział przez przełęcz San Marcos w górach Santa Ynez podczas burzy w dniu Wigilii Bożego Narodzenia 1846 roku. Mimo straty wielu koni, mułów i działa, które obsunęły się po błotnistym stoku, jego ludzie przegrupowali się następnego ranka i zajęli miasteczko bez rozlewu krwi. W kilka dni później poprowadził swych ludzi na Los Angeles, gdzie przyjął kapitulację meksykańskiego dowódcy 13 stycznia 1847 roku.
16 stycznia komandor Stockton mianował Frémonta wojskowym gubernatorem Kalifornii po zawarciu traktatu pokojowego w Cahuenga, który zakończył wojnę w Kalifornii. Jednakże generał Stephen Watts Kearny, który miał wyższy stopień, niż Frémont, a ponadto otrzymał polecenie od prezydenta i sekretarza wojny, by objąć to stanowisko, zażądał od Frémonta ustąpienia, czemu ten zdecydowanie odmówił. Kearny dał Frémontowi kilka okazji wycofania się, ale bezskutecznie. Gdy zjechali się w Fort Leavenworth w sierpniu 1847 roku, Kearny kazał aresztować Frémonta i odesłał go do Waszyngtonu celem postawienia przed sądem wojskowym, gdzie Frémont został uznany winnym buntu. Prezydent James Polk zaaprobował decyzję sądu, ale zaraz złagodził werdykt o odebraniu honorów i wydaleniu z wojska, w świetle zasług oskarżonego w czasie wojny. Frémont jednak, uważając oskarżenie za niesprawiedliwe i niehonorowe, napisał do prezydenta w lutym 1848, że jeśli nie cofnie wyroku, on odejdzie z armii. W miesiąc później, nie otrzymawszy odpowiedzi od Polka, Frémont złożył rezygnację i wyprowadził się do Kalifornii.

## Czwarta wyprawa
W roku 1848 Frémont i jego teść opracowali plan który, mieli nadzieję, że nie tylko przybliży ich wizję „Boskiego Przeznaczenia”, ale także zmaże plamę na honorze Frémonta. Senator Benton, gorliwy zwolennik rozwoju kolejnictwa, próbował zainteresować Senat swoją wizją budowy linii kolejowej łączącej St. Louis i San Francisco wzdłuż 38. równoleżnika, na którym oba miasta są (mniej więcej) położone. Nie zdobywszy wsparcia ustawodawców, Frémont – mając wciąż poparcie teścia – zgromadził fundusze prywatne i w październiku 1848 roku pożeglował w górę rzek Missouri i Kansas, a następnie Arkansas na czele 35 ludzi. Wyprawie towarzyszył rysownik Edward Meyer Kern oraz jego bracia Benjamin i Richard.
Gdy przybył do Fortu Benta, większość przebywających tam traperów zdecydowanie odradzała kontynuowania podróży. Śnieg był już głęboki na 30 cm i zima zapowiadała się szczególnie mroźna, przede wszystkim w górach. Jednak częścią planu Frémonta było dowiedzenie, że na wysokości 38. równoleżnika podróż pociągiem będzie praktycznie możliwa przez cały rok. W Forcie zapewnił sobie przewodnika „Uncle Dick” Woottona, a po przybyciu do dzsiejszego Pueblo, pozyskał jeszcze „Old Billa” Williamsa i ruszył naprzód.
25 listopada, na zachód od dzisiejszej miejscowości Florence, przekroczyli Pasmo Sangre de Cristo przez Przełęcz Mosca i znaleźli się w obszernej dolinie w okolicach źródeł Rio Grande. Gdy próbowali znaleźć przełęcz w górach San Juan, napotkali silny mróz i oślepiające zawieje, co niemal uniemożliwiało poruszanie się naprzód. Niektórzy uczestnicy wyprawy, w tym przewodnik Wootton, zawrócili, uważając dalsze posuwanie się ku zachodowi za niemożliwe. Jednak Frémont, mimo że przełęcze pasma San Juan okazały się zbyt strome dla kolei, postanowił iść dalej. Dopiero 22 grudnia Frémont przekonał się, że bez zaopatrzenia i odpoczynku ekspedycję czeka porażka i skierował się na południe, do miasteczka Taos w Nowym Meksyku. Na szlaku zostało jedenastu ludzi zmarłych z zimna, głodu i wyczerpania. Bracia Kern oskarżali Frémonta, że zostawił ich samych w górach. W marcu 1849 roku, gdy zima zelżała, Benjamin Kern i „Old Bill” Williams wrócili w góry, by odzyskać część dokumentacji i instrumentów, ale zostali zabici, przypuszczalnie przez Indian z plemienia Ute.
Z Taos Frémont z garstką ludzi udał się, wytyczonym niedawno południowym szlakiem handlowym, do Kalifornii.

## Polityk

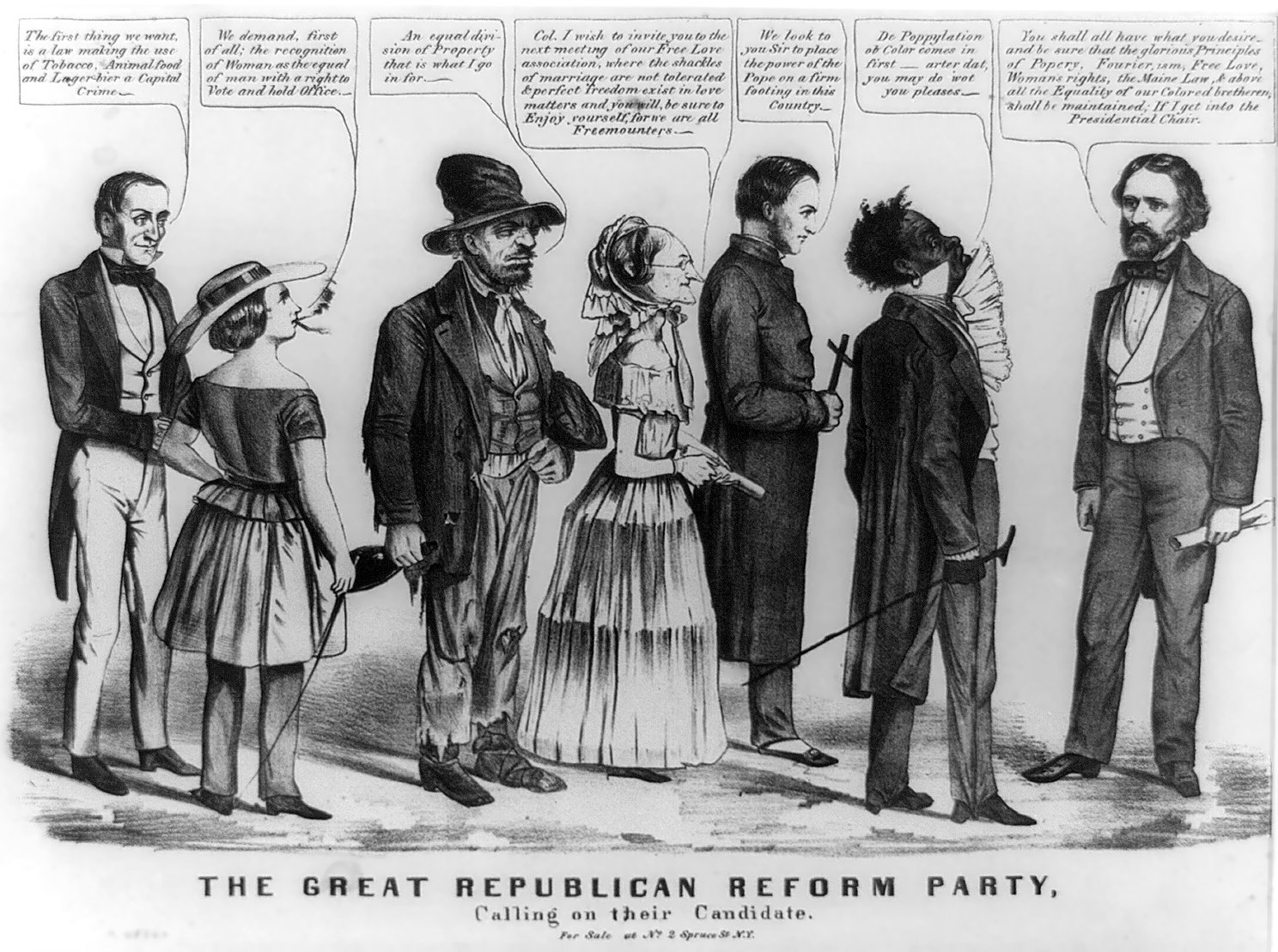
Karykatura z okresu kampanii wyborczej

W latach 1850–1851 Frémont był jednym z dwóch pierwszych senatorów ze stanu Kalifornia. W czasie kampanii wyborczej roku 1856 nowo powstała Partia Republikańska nominowała go na swojego kandydata na prezydenta. Ostatecznie przegrał z Jamesem Buchananem, aczkolwiek pokonał kandydata Partii Amerykańskiej, Millarda Fillmore’a. Frémont miał przeciw sobie wyborców z Kalifornii.

## Wojna secesyjna
Podczas wojny secesyjnej Frémont służył w stopniu generała-majora, m.in. jako dowódca armijnego Wydziału Zachodniego od maja do listopada 1861 roku. Frémont zastąpił na tym stanowisku generała Williama S. Harneya, który negocjował tzw. „Harney-Price Truce”, na mocy którego stan Missouri mógł pozostać neutralny wobec konfliktu dopóty, dopóki nie zacznie dostarczać ludzi lub zaopatrzenia którejś ze stron.
Frémont kazał generałowi Nathanielowi Lyonowi przeciągnąć Missouri na stronę Unii. W tym celu Lyon został mianowany tymczasowym dowódcą Wydziału Zachodniego; po stoczeniu kilku bitew wygnał gubernatora Claiborne’a Jacksona i osadził w Jefferson City prounijny rząd. Po śmierci Lyona w bitwie nad Wilson’s Creek w sierpniu, Frémont zapowiedział wprowadzenie na terenie Missouri stanu wojennego, konfiskatę majątków secesjonistów i zniesienie niewolnictwa.
Abraham Lincoln, obawiając się, że takie posunięcie może spowodować przejście Missouri (i innych stanów niewolniczych znajdujących się pod kontrolą Unii) na stronę Konfederacji, zażądał, by Frémont odwołał zapowiedź. Frémont odmówił, a do prezydenta posłał swą żonę celem wybronienia sprawy. W odpowiedzi Lincoln 2 listopada odwołał proklamację i pozbawił Frémonta dowództwa. W marcu 1862 został w zamian dowódcą Wydziału Górskiego stanów Wirginia, Tennessee i Kentucky.
Na początku czerwca 1862 roku Frémont prowadził przez osiem dni pościg za wojskami konfederackiego generała Thomasa „Stonewall” Jacksona, dopadł go wreszcie 8 czerwca pod Cross Keys, ale Jackson zdołał się po bitwie wymknąć i ocalić armię.
Gdy 26 czerwca utworzono dowodzoną przez generała Johna Pope’a Armię Wirginii, w skład której miał wejść korpus Frémonta, Frémont odmówił służenia pod rozkazami Pope’a, zarówno z powodu tego, iż był od Pope’a wyższy rangą, jak i z pobudek osobistych. Po złożeniu dymisji wyjechał do Nowego Jorku i przebywał tam do końca wojny oczekując propozycji, ale żadna nie nadeszła.

## Radykalni Republikanie

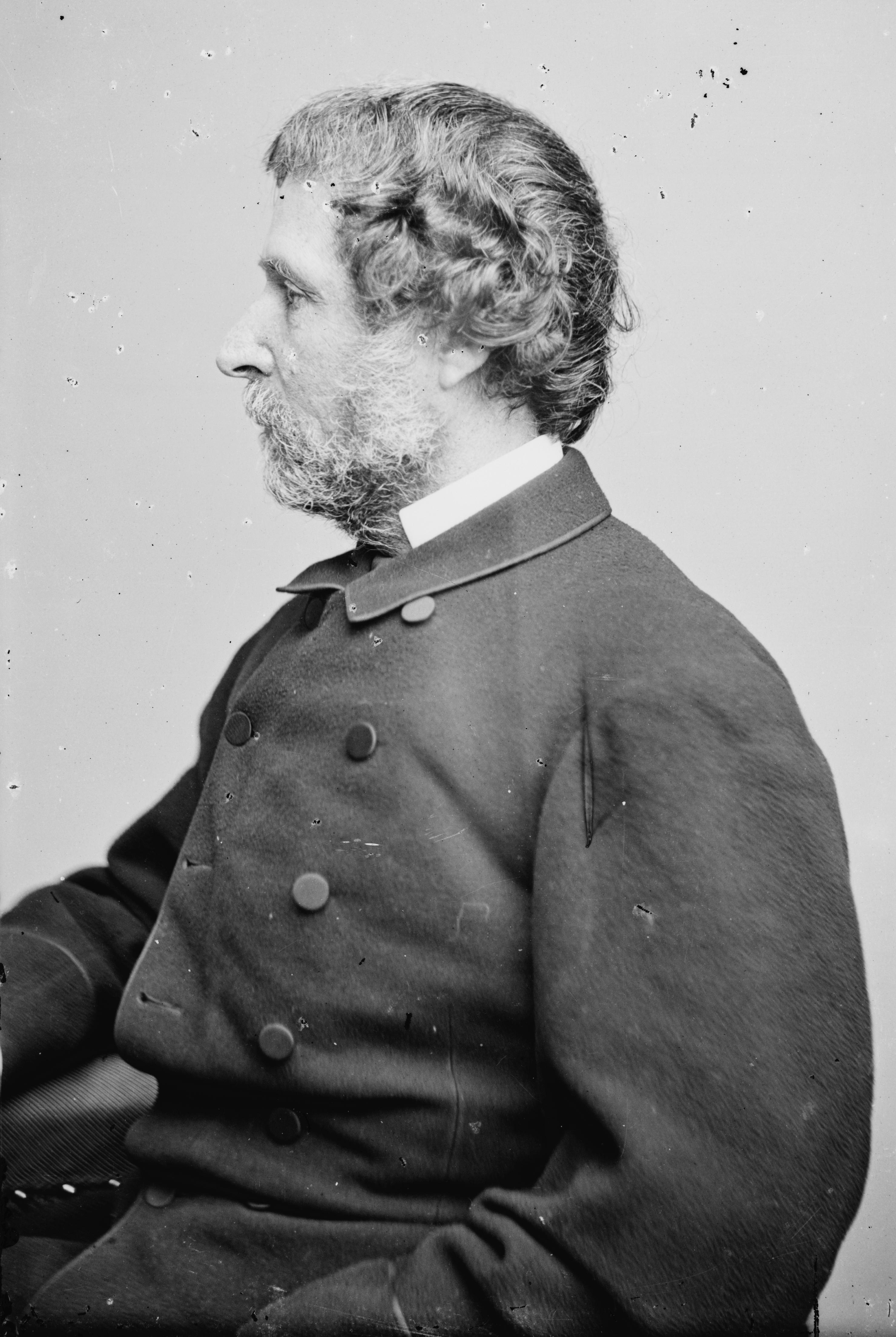
John C. Frémont pod koniec życia

Frémont został nominowany jako kandydat na prezydenta 31 maja 1864 roku przez Radykalnych Republikanów, grupę republikańskich abolicjonistów niezadowolonych ze stanowiska Lincolna w kwestii niewolnictwa, jak i powojennego ułożenia spraw ze stanami południowymi. Ich akcja podzieliła Partię Republikańską na dwa odłamy: przeciwnych Lincolnowi Radykalnych Republikanów, którzy wysunęli kandydaturę Frémonta oraz zwolenników urzędującego prezydenta. Frémont zakończył swą kampanię przedwyborczą we wrześniu 1864, gdy osiągnął ugodę, na mocy której Lincoln usunął z posady Montgomery’ego Blaira, poczmistrza generalnego.

## U schyłku życia
W lutym 1866 roku władze stanu Missouri przejęły linie kolejowe Pacific Railroad, bowiem zarząd firmy zalegał ze spłacaniem odsetek, a w czerwcu tego samego roku odsprzedały je Frémontowi. Frémont przemianował linie na Southwest Pacific Railroad, ale w czerwcu 1867 roku stracił je na rzecz stanu, bowiem nie był w stanie zapłacić drugiej raty należności.
W latach 1878–1881 Frémont był gubernatorem Terytorium Arizony. W okresie późniejszym rodzina, pozbawiona środków do życia, utrzymywała się wyłącznie z zasobów żony, Jessie. Frémont zmarł w roku 1890 w zapomnieniu, na zapalenie otrzewnej w nowojorskim hotelu i został pochowany na cmentarzu Rockland w Sparkill w stanie Nowy Jork. Według innej wersji przyczyną śmierci było zatrucie pokarmowe w pociągu w drodze do Nowego Jorku.
Dopiero u schyłku XX wieku zaczęto ponownie dostrzegać jego wkład w poznawanie zachodu Stanów Zjednoczonych.
Trzy lata po jego śmierci jego nazwisko upamiętnione zostało w nazwie rodzaju roślin Fremontodendron.

### Opracowania
- William Brandon: The Men and the Mountain, 1955, ISBN 0-8371-5873-7.
- Tom Chaffin: Pathfinder: John Charles Frémont and the Course of American Empire, New York, Hill and Wang 2002, ISBN 0-8090-7557-1 ISBN 978-0-8090-7557-7.
- David H. Miller i Mark J. Stegmaier: James F. Milligan: His Journal of Fremont’s Fifth Expedition, 1853–1854; His Adventurous Life on Land and Sea, Arthur H. Clark Co., 1988.
- Allan Nevins: Fremont: Pathmarker of the West, t. 1: Fremont the Explorer; t. 2: Fremont in the Civil War, 1955.
- David Roberts: A newer world: Kit Carson, John C. Fremont and the claiming of the American west, New York, Touchstone 2001, ISBN 0-684-83482-0.
- Walker A. Tompkins: Santa Barbara, Past and Present, Tecolote Books, Santa Barbara, 1975.
- Herman J. Viola: Exploring the West. Washington D.C.: Smithsonian Books, 1988. ISBN 0-8109-0889-1. Brak numerów stron w książce
- Carl Waldman i Jon Cunningham: Encyclopedia of Exploration t.2. New York: Facts On File, Inc., 2004. ISBN 0-8160-4677-8. Brak numerów stron w książce
- Miles Harvey: The Island of Lost Maps: A True Story of Cartographic Crime, Random House, 2000, ISBN 0-375-50151-7, ISBN 0-7679-0826-0.